# Чорненька Даниїла Степанівна
Чорненька Даниїла Степанівна (1971) – суддя Апеляційної палати Вищого антикорупційного суду, перша Голова Апеляційної палати ВАКС (2019-2022)

## Життєпис
1989 –  Львівське ПТУ № 28.
1990-1991 – швачка Львівського ВТО «Промінь».
1991 – член ланки Колгоспу «Світанок» Самбірського району Львівської області.
1991-1996 – юридичний факультет Львівського державного університету імені Івана Франка.
1996-2022 - стажист судді Монастирищенського районного суду Черкаської області.
2002-2019 – суддя Монастирищенського районного суду Черкаської області.
2006-2015 – заступник голови Монастирищенського районного суду Черкаської області.
З 2019 – суддя Апеляційної палати Вищого антикорупційного суду.І
2019-2022 – перша Голова Апеляційної палати Вищого антикорупційного суду.